# Кюлевча
Кюлевча (болг. Кюлѐвча) — село в Болгарии. Находится в Шуменской области, входит в общину Каспичан. Население составляет 412 человек.
30 мая (11 июня) 1829 года, в ходе русско-турецкой войны 1828—1829 годов, близ села Кюлевча (в российских документах - Кулевча) произошла битва между российскими и турецкими войсками, в котором русская армия одержала верх над османами. После окончания войны большинство крестьян эмигрировали в Бессарабскую область Российской империи и основали село Кулевча. По данным переписи населения 1835г. в Кулевче насчитывалось 373 колониста с пометкой: "новые переселенцы, вышедшіе из Румеліи в 1830-м году". В советский период село было переименовано в Колёсное, однако в 1996 году решением Верховной Рады Украины селу было возвращено его историческое название. Сегодня село Кулевча в Одесской области насчитывает около 6000 этнических болгар, которые сохранили некоторые воспоминания о своей исконной родине. Происходит регулярный взаимообмен делегациями обоих сел.

## Политическая ситуация
В местном кметстве Кюлевча, в состав которого входит Кюлевча, должность кмета (председателя) исполняет Веселин Тодоров по назначению партии ГЕРБ.
Кмет (мэр) общины Каспичан — Валери Радославов Вылков (Болгарская социалистическая партия (БСП)) по результатам выборов в правление общины.